# Podilymbus gigas
Podilymbus gigas là một loài chim trong họ Podicipedidae.